# یواس‌اس ارگنات (اس‌ام-۱)
یواس‌اس ارگنات (اس‌ام-۱) (به انگلیسی: USS Argonaut (SM-1)) یک زیردریایی است که طول آن ۳۵۸ فوت (۱۰۹ متر) می‌باشد. این زیردریایی در سال ۱۹۲۷ ساخته شد.